# Шиманд
Шиманд (рум. Șimand) — комуна у повіті Арад в Румунії. До складу комуни входить єдине село Шиманд.
Комуна розташована на відстані 424 км на північний захід від Бухареста, 30 км на північ від Арада, 76 км на північ від Тімішоари.

## Населення
За даними перепису населення 2002 року у комуні проживали 4144 особи.
Національний склад населення комуни:
| Національність | Кількість осіб | Відсоток |
| -------------- | -------------- | -------- |
| румуни         | 3615           | 87,2%    |
| цигани         | 294            | 7,1%     |
| угорці         | 197            | 4,8%     |
| німці          | 37             | 0,9%     |
| серби          | 1              | < 0,1%   |

Рідною мовою назвали:
| Мова      | Кількість осіб | Відсоток |
| --------- | -------------- | -------- |
| румунська | 3777           | 91,1%    |
| угорська  | 197            | 4,8%     |
| циганська | 132            | 3,2%     |
| німецька  | 37             | 0,9%     |
| сербська  | 1              | < 0,1%   |

Склад населення комуни за віросповіданням:
| Релігія                             | Кількість осіб | Відсоток |
| ----------------------------------- | -------------- | -------- |
| православні                         | 3319           | 80,1%    |
| п'ятдесятники                       | 388            | 9,4%     |
| римо-католики                       | 224            | 5,4%     |
| адвентисти                          | 116            | 2,8%     |
| баптисти                            | 45             | 1,1%     |
| греко-католики                      | 27             | 0,7%     |
| реформати                           | 18             | 0,4%     |
| лютерани                            | 1              | < 0,1%   |
| лютерани (Аугсбурзького сповідання) | 1              | < 0,1%   |
| атеїсти                             | 1              | < 0,1%   |
| не вказали релігію                  | 2              | < 0,1%   |

## Зовнішні посилання
- Дані про комуну Шиманд на сайті Ghidul Primăriilor [Архівовано 17 січня 2013 у Wayback Machine.]